# Luke Chadwick
Luke Chadwick (Cambridge, 18 novembre 1980) è un ex calciatore inglese, di ruolo centrocampista.

## Carriera

### Club
Cresciuto nelle giovanili del Manchester Utd, ha giocato la maggioranza delle partite con questa squadra contro formazioni di più basso profilo, segnando contro il Bradford nel gennaio del 2001 e contro il Leeds nel marzo del 2001.
È stato prestato all'Anversa per l'intera stagione 1999-2000, quindi è passato con la stessa formula al Reading, dove ha segnato contro Gillingham, e Burnley.
In seguito è stato quindi ingaggiato dal West Ham United all'inizio della stagione 2004-2005 in cui ha segnato contro il Leeds; quindi è stato prestato allo Stoke City all'inizio della stagione 2005-2006 per essere poi acquistato dalla stessa squadra per £100,000.
Il 13 novembre 2006 è stato ingaggiato dal Norwich, ma un infortunio l'ha tenuto fuori dal campo per il resto della stagione ed altri problemi dovuti ad infortuni sono continuati nella stagione successiva.
Prestato al MK Dons per tre mesi dal Norwich City a partire dal 1º ottobre 2008, successivamente viene ingaggiato per due anni e mezzo, a partire dal 1º gennaio 2009. Il 4 ottobre 2008 ha debuttato con la nuova maglia nella vittoria per 4–0 contro il Millwall.

### Nazionale
Ha partecipato agli Europei Under-21 del 2000.

## Palmarès

### Club

#### Competizioni nazionali
- Campionato inglese: 1

Manchester United: 2000-2001
- FA Trophy: 1

Cambridge Utd: 2013-2014